# Магд-Соэп, Каролина де
Каролина де Магд-Соэп (нидерл. Carolina De Maegd-Soëp; 1934 — 21 декабря 2012) — бельгийская славистка.

## Биография
Родилась в семье журналиста Яака Соэпа, писавшего под фамилией Велтман. Дедом учёной был основатель «Тура Фландрии» Карел Вейнендале (Стейарт).
В 1968 г. получила степень доктора философии в Гентском университете, где впоследствии стала профессором русского языка и литературы. Сотрудничала с газетой De Standaard. Неоднократно бывала в России, лично общалась с Ю. В. Трифоновым, о котором в дальнейшем написала книгу. Изучала творчество А. П. Чехова, участвовала в создании многотомника «Чехов и мировая литература».
В 2000 г. в серии Slavica Gandensia вышел сборник научных трудов, посвящённый де Магд-Соэп.
Учёная была замужем за экономистом Хуго де Магдом, имела двух детей.

## Монографии на русском языке
- Магд-Соэп К. де. Юрий Трифонов и драма русской интеллигенции. — Екатеринбург: Издательство Уральского университета, 1997. — 239 с. — ISBN 5-7525-0568-2.
- Магд-Соэп К. де. Эмансипация женщин в России: литература и жизнь. — Екатеринбург, 1999. — 239,[1] с. ISBN 5-7525-0568-2